# Papa Adriano IV
Papa Adriano IV, C.R.S.A, nascido Nicholas Breakspear ou Nicholas Breakspear ou Brekespear (Hertfordshire, ca. 1100 — Anagni, 1 de setembro de 1159), foi o 169º Papa da Igreja Católica, de 4 de dezembro de 1154 até a data da sua morte.
Adriano IV foi o único inglês a ocupar a cadeira papal. Acredita-se que ele nasceu na Fazenda Breakspear, na paróquia de Abbots Langley, em Hertfordshire, e recebeu sua educação na Abbey School, St Albans (St Albans School).

## Biografia
O seu pai, Roberto, era sacerdote na diocese de Bath, e se tornou monge em St. Albans. Nicolau viu recusada a sua aceitação no mesmo mosteiro, tendo-lhe sido dito que teria de amadurecer e estudar para descobrir então a sua vocação. Entendeu não ter de esperar e foi para Paris e tornou-se Cônego Agostiniano em São Rufo, perto da cidade de Arles. Foi eleito seu prior e em 1137 foi escolhido por unanimidade para seu abade.
Foi um abade zelosamente reformista, o que motivou queixas contra ele, enviadas a Roma. Foi ali chamado para se explicar, ficou bem visto pelo Papa Eugénio III (1145–1153), que o tornou cardeal-bispo de Albano. De 1152 a 1154, Nicolau esteve na Escandinávia como delegado papal, dirigindo os interesses do novo arcebispo de Trontêmio, e realizando as diligências que permitiram o reconhecimento de Velha Upsália (mais tarde transferido para Upsália) como sede do metropolita sueco em 1164. Como compensação pela cedência territorial, o arcebispo dinamarquês de Lund foi designado delegado e vigário perpétuo e atribuído o título de Primaz da Dinamarca e Suécia.
No seu regresso, Nicolau foi recebido com grande honra pelo Papa Anastácio IV (1153–1154), e após a morte deste foi eleito papa em 4 de Dezembro de 1154. De imediato Adriano diligenciou a reposição da autoridade papal na cidade de Roma, dominada pelos partidários de Arnaldo de Bréscia e da sua doutrina, que preconizava a mais pura pobreza clerical. Dadas as graves consequências da agitação entre as duas facções, o papa decidiu excomungar a cidade de Roma, o que induziu o senado a render-se e desterrar o referido Arnaldo de Bréscia. Este foi finalmente entregue por Frederico I da Germânia, o Barbarossa, quando da sua coroação como imperador, em 1155, e finalmente morto em Roma.
Adriano IV mandou o Rei Henrique II da Inglaterra invadir a Irlanda. Adriano IV governou até a sua morte, em 1 de setembro de 1159. Defendeu com todos os meios a primazia do papado sobre o império, desafiando o imperador Frederico Barba Ruiva. Foi este papa que deu autorização aos templários para se instalarem no lugar de Cera que veio a dar origem ao Castelo de Ceras e mais tarde ao Castelo de Tomar.